# Hutson Motor Company

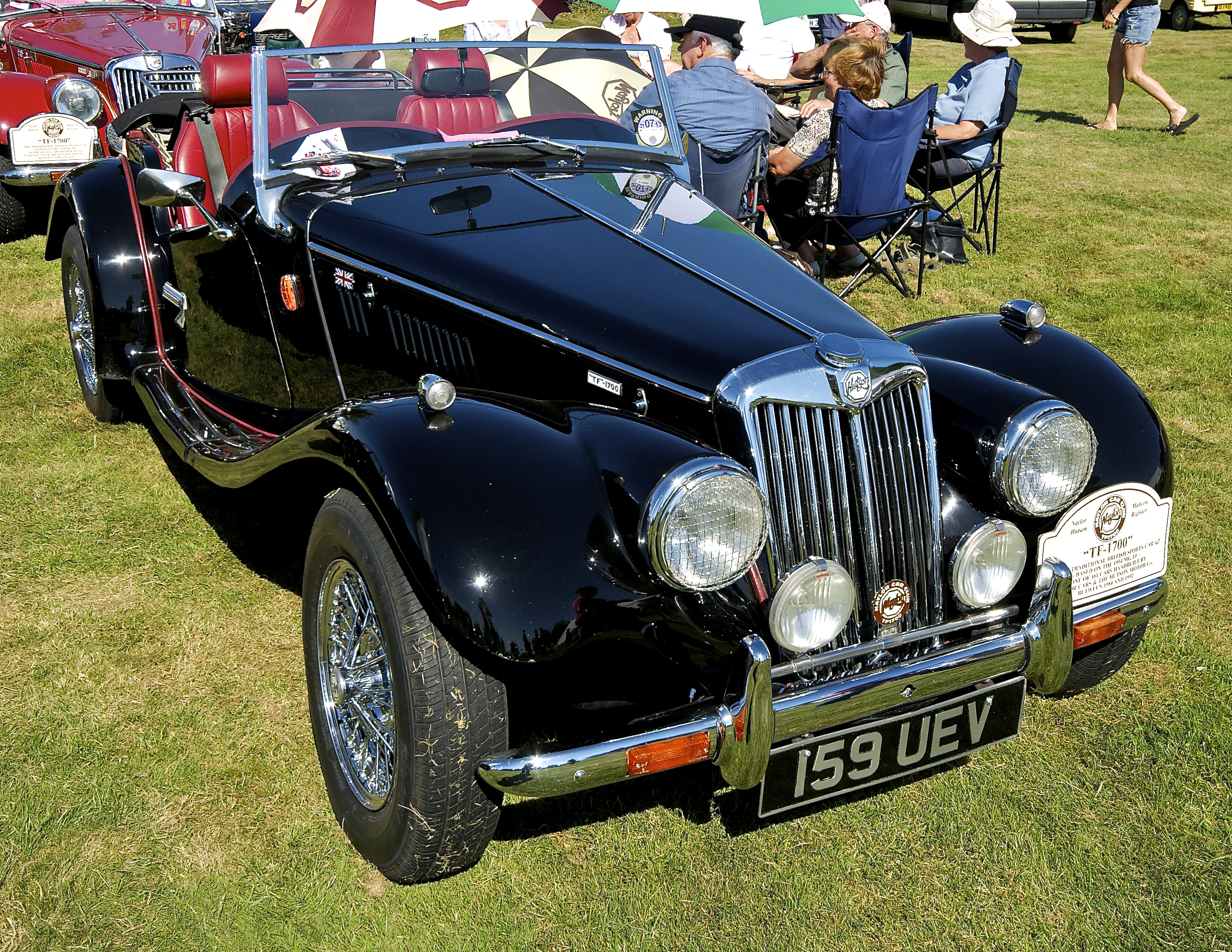
Hutson 1700 TF

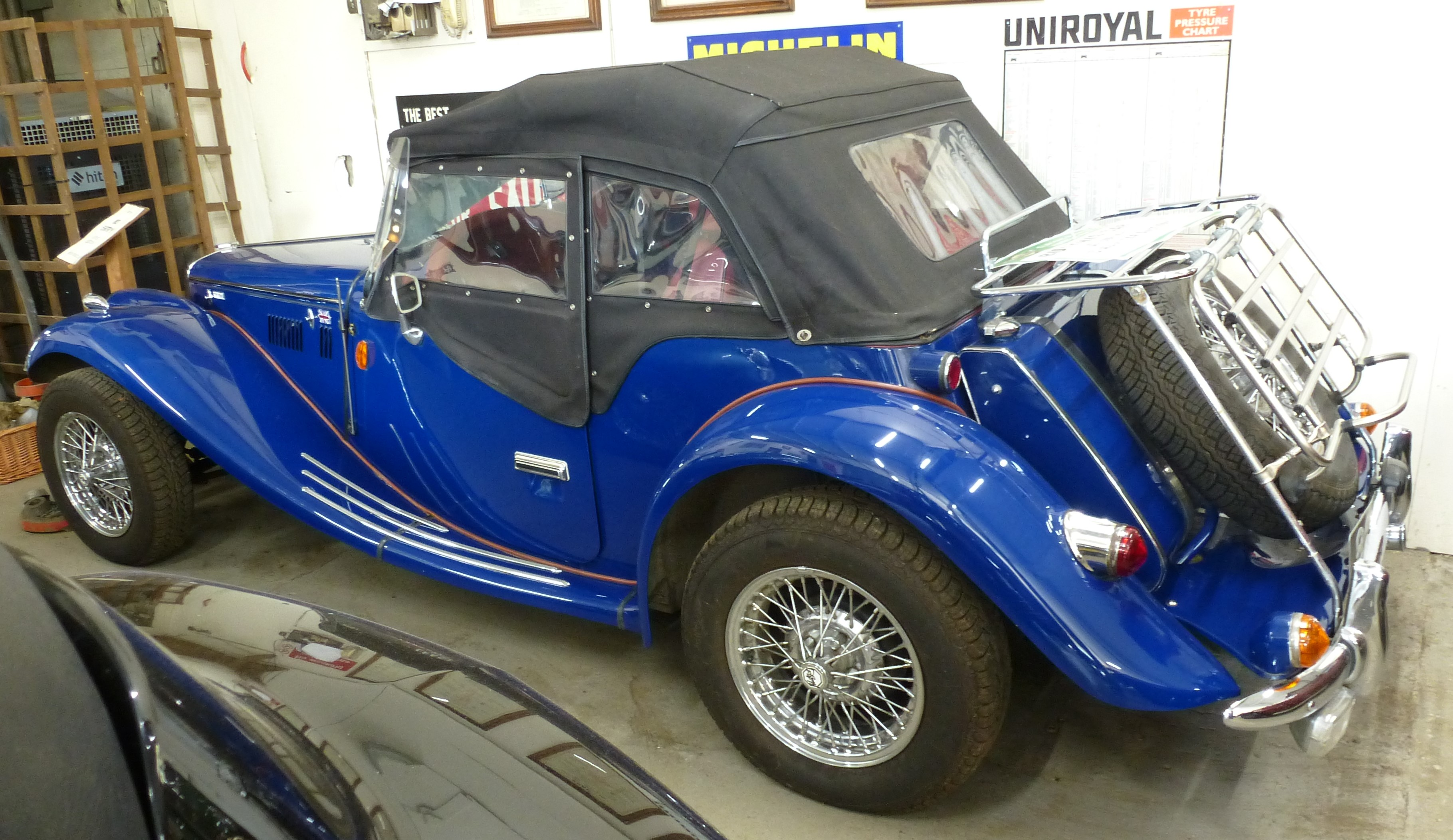
Hutson 1700 TF

Hutson Motor Company Limited ist ein britisches Unternehmen im Bereich Automobile und ehemaliger Automobilhersteller.

## Unternehmensgeschichte
Maurice Arthur Hutson gründete am 8. April 1986 das Unternehmen in Bradford in der Grafschaft West Yorkshire. Sein Sohn Mark Andrew Hutson sowie Janet Hutson sind ebenfalls Direktoren. Sie übernahmen ein Modell von Naylor Brothers und begannen mit der Produktion von Automobilen und Bausätzen. Die Markennamen lauteten Hutson für Komplettfahrzeuge und Mahcon für Kit Cars. 1999 endete die Automobilproduktion. Insgesamt entstanden etwa 61 Exemplare. Am 27. Januar 2006 zog das Unternehmen nach Leicester in Leicestershire und am 23. Januar 2008 nach Rothley in Leicestershire.

## Fahrzeuge
Im Angebot stand das Modell 1700 TF. Es war die Nachbildung des MG TF. Die Basis bildete ein spezielles Fahrgestell. Viele Teile kamen vom Morris Ital, für die Bausätze auch vom Morris Marina.